# Estádio Municipal de Machico
O Estádio de Machico, na ilha da Madeira, foi inaugurado em 1997 e restaurado em 2005, contando com uma capacidade de 3 300 lugares sentados, dos quais 2 800 cobertos.
Homologado para jogos internacionais de futebol, dispões de tudo o que é preciso para uma equipa médica, desde fisioterapia, ginásio, sala de imprensa, vários balneários, pista de atletismo.
1. ↑  «Instalações desportivas». Associação Desportiva de Machico. 21 de outubro de 2024. Consultado em 19 de abril de 2025
2. ↑  «Estádio de Machico – MST – Madeira Sports & Training». Consultado em 19 de abril de 2025